# Euhybus
Euhybus is een geslacht van insecten uit de familie van de dansvliegen (Empididae), die tot de orde tweevleugeligen (Diptera) behoort.

## Soorten
- E. baropeodes Melander, 1928
- E. coquilletti Melander, 1928
- E. cuspidatus Melander, 1928
- E. duplex (Walker, 1849)
- E. genitivus Melander, 1928
- E. metatarsalis Melander, 1928
- E. nigripes Melander, 1928
- E. purpureus (Walker, 1849)
- E. sordipes Melander, 1928
- E. strumaticus Melander, 1928
- E. subjectus (Walker, 1849)
- E. triplex (Walker, 1849)